# Castillo de Zafra (Guadalajara)
El castillo de Zafra es un castillo del siglo XII situado en el municipio español de Campillo de Dueñas, en la provincia de Guadalajara. Es un claro ejemplo de castillo roquero que sobresale por su emplazamiento en una zona de escarpada orografía en el que destaca la torre del homenaje edificada sobre lo alto del farallón rocoso. Se encuentra bajo la protección del estado general de la Orden de 22 de abril de 1949, y la Ley N º 16/1985 del Patrimonio Histórico Español y solo puede visitarse su exterior.

## Características
Parcialmente restaurado, encontraremos parte de los muros que conformaron su muralla, almenada, y reforzada con torres en sus esquinas. En el patio de armas se conserva el aljibe, y la torre del homenaje presenta una puerta gótica de arco apuntado. Su interior dispone una escalera de caracol que permite acceder a la terraza superior.
Dado que aparece citado en el primer Fuero de Molina, otorgado por Manrique de Lara, se le supone un origen de fortaleza árabe. Durante los tiempos del rey Fernando III el Santo, el tercer señor de Molina, Gonzalo Pérez de Lara, rebelado contra el monarca, se refugió en él. Dada la inexpugnabilidad del castillo, hubieron de pactar la Concordia de Zafra, por la cual la actual Molina de Aragón pasaría a formar parte de la corona de Castilla a la muerte de Don Gonzalo, perdiendo su condición de independiente.
Un enigma para los historiadores es el espacio delimitado por las murallas de la fortaleza, que apenas deja sitio para depósitos de armas o almacenes de víveres. Se baraja la hipótesis de que existieron grandes cuevas excavadas en la roca sobre la que se asienta.

## Historia

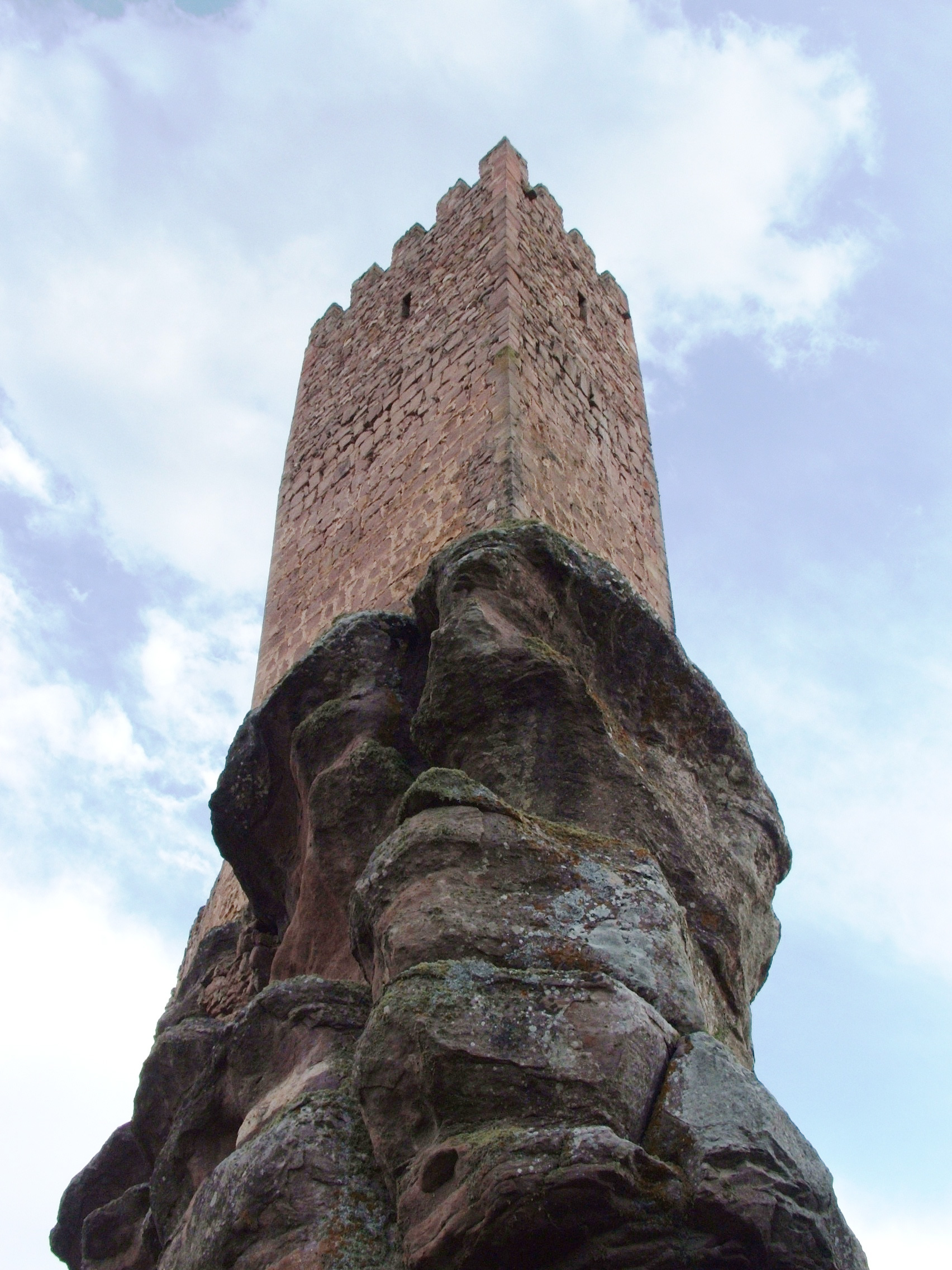
Torre del Castillo de Zafra.

El castillo de Zafra y sus alrededores tienen una larga historia. Se han encontrado fragmentos de cerámica de la Edad del Bronce y del Hierro en cavidades de roca y en las cercanías del castillo. Es posible que los romanos ocuparan la roca sobre la que ahora se alza el castillo, ya que se han encontrado restos de estructuras de la época clásica en los terrenos del castillo. Se cree que la fortaleza más antigua conocida en el sitio fue establecida por los visigodos antes de 720. Los musulmanes también tenían una fortificación aquí, que fue utilizada por la Taifa de Toledo.
La fortaleza morisca cambió de manos en 1129 cuando los reinos cristianos del norte reconquistaron Zafra como parte de la Reconquista de la península ibérica. El Reino de Aragón asumió el control para servir como una posición defensiva clave en el sur de su territorio, para proteger a la comunidad recién creada de la ciudad y la Tierra de Daroca. Fue proclamado por el gobernante semiindependiente de la zona, Manrique Pérez de Lara, uno de los dominios más importantes de la Carta de Molina de Aragón, proclamado en 1154.

### DelsigloXIIalXVI

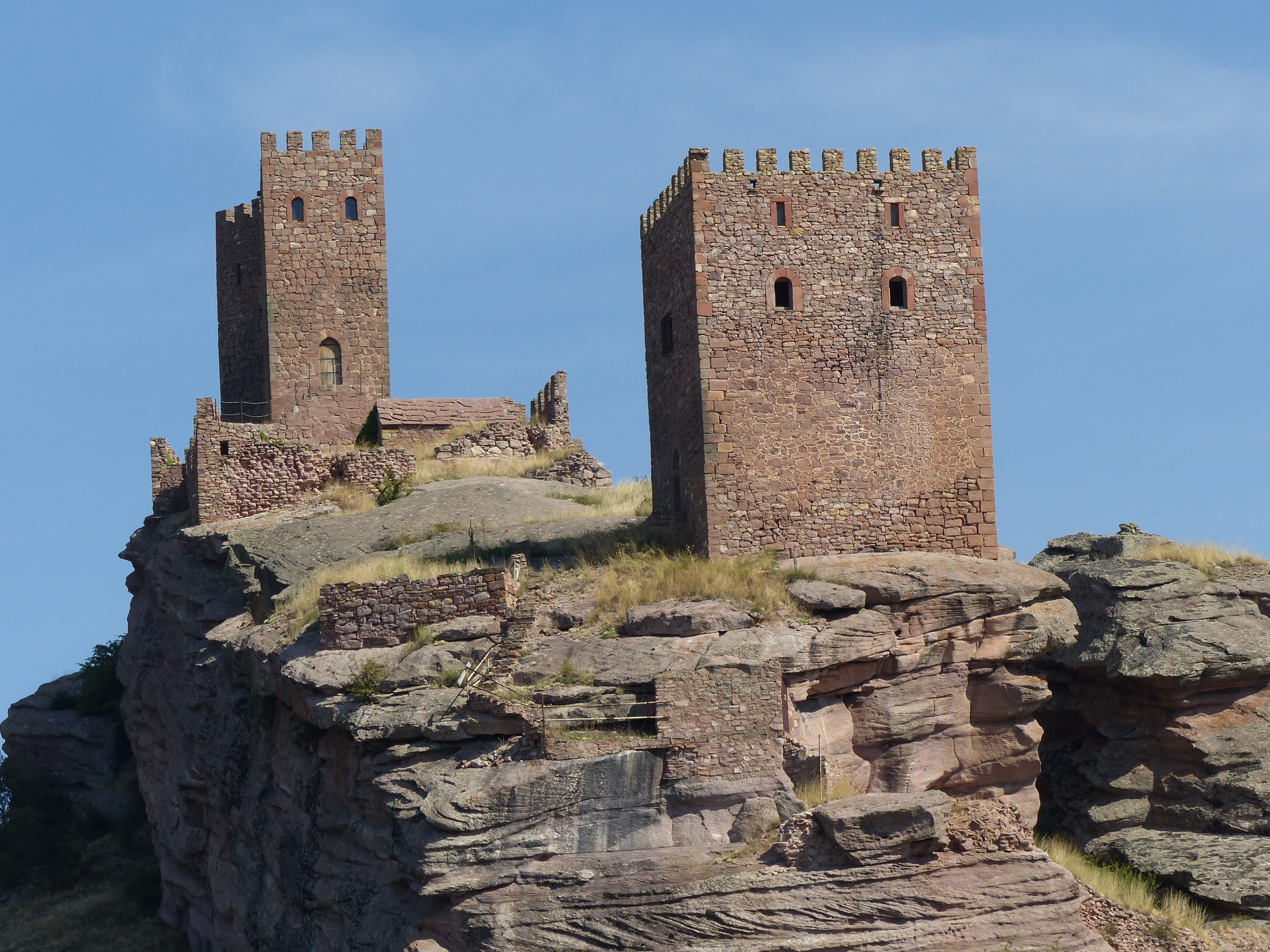
Vista general del castillo.

El castillo actual se construyó en algún momento entre la segunda mitad del siglo XII y los primeros años del XIII, cuando la familia de Lara trató de consolidar su dominio en el territorio del Real Señorío de Molina. Sus defensas se pusieron a prueba en 1222 cuando Gonzalo Pérez de Lara, el tercer gobernante de Molina, despertó la hostilidad del rey Fernando III de Castilla. La impregnabilidad del castillo significó que el ejército real no pudo asaltarlo, y después de varias semanas de asedio, las dos partes negociaron una resolución. Según el Acuerdo de Zafra, el señorío de Molina sería heredado en la muerte de Gonzalo por su hija Mafalda, quien se casaría con el hijo de Fernando, el príncipe Alfonso, y de esta manera pondría el territorio bajo el control de la Corona.
Durante la guerra civil castellana del siglo XIV, Enrique II de Castilla otorgó el castillo y el señorío de Molina a su aliado mercenario francés Bertrand du Guesclin. Sin embargo, el pueblo de Molina se rebeló e invitó a Pedro IV de Aragón a que los gobernara. El castillo fue derrotado y finalmente fue otorgado al vasallo de Pedro Ximeno Pérez de Vera. Finalmente, volvió a Castilla por matrimonio, pero en el siglo XV Enrique IV de Castilla provocó otra rebelión cuando otorgó el castillo y la ciudad a su favorito Beltrán de la Cueva. Su castellano, el famoso Juan de Hombrados Malo, logró deshacerse de todos los opositores y mantuvo el control de la corona del castillo hasta que finalmente pasó a manos de los Reyes Católicos de los reinos unificados de Castilla y Aragón en 1479. Juan de Hombrados fue recompensado con la custodia hereditaria del castillo, que su familia conservó durante muchos años después. La reconquista de la península ibérica y la fusión de los dos reinos privaron al castillo de su importancia estratégica anterior, y desde el siglo XVI en adelante comenzó a caer en la ruina.

### SiglosXXyXXI
El castillo siguió siendo propiedad del Estado español hasta 1971, cuando se vendió en una subasta por 30 000 pesetas. Su comprador fue Antonio Sanz Polo (1913-2008), descendiente de Juan de Hombrados Malo y un educador distinguido. Su familia había guardado los documentos de la tutela de Juan de Hombrados durante más de cuatrocientos años, transmitiéndolos de generación en generación. Sin embargo, en ese momento el castillo estaba completamente en ruinas. Sanz Polo pasó los siguientes treinta años y gastó la mayor parte de su fortuna en la reconstrucción del castillo, la contratación de grúas, arquitectos e historiadores para ayudarlo. Fue reconocido por sus esfuerzos por la Medalla al Mérito de la Asociación Nacional de Amigos de los Castillos.

## Sustrato rocoso
Las rocas que forman la base del castillo son areniscas y conglomerados rojizos de origen fluvial de hace 240 millones de años, pertenecientes al Triásico, primer periodo de la era mesozoica. Corresponden a las características facies rojizas de tipo Buntsandstein, muy abundantes en la Sierra de Caldereros.

## Lugar de rodaje
HBO filmó escenas al aire libre para la sexta temporada de su serie de fantasía Juego de Tronos en el castillo. Según su actual propietario, Daniel Antonio Sanz, los productores estaban "buscando un sitio remoto y lejos de cualquier edificio". El castillo representa a la Torre de la Alegría en tres episodios de la temporada, "Perjuro", "Sangre de mi sangre" y "Vientos de invierno", durante escenas de recuerdos que revelan un secreto del pasado de Ned Stark.

## Galería de imágenes

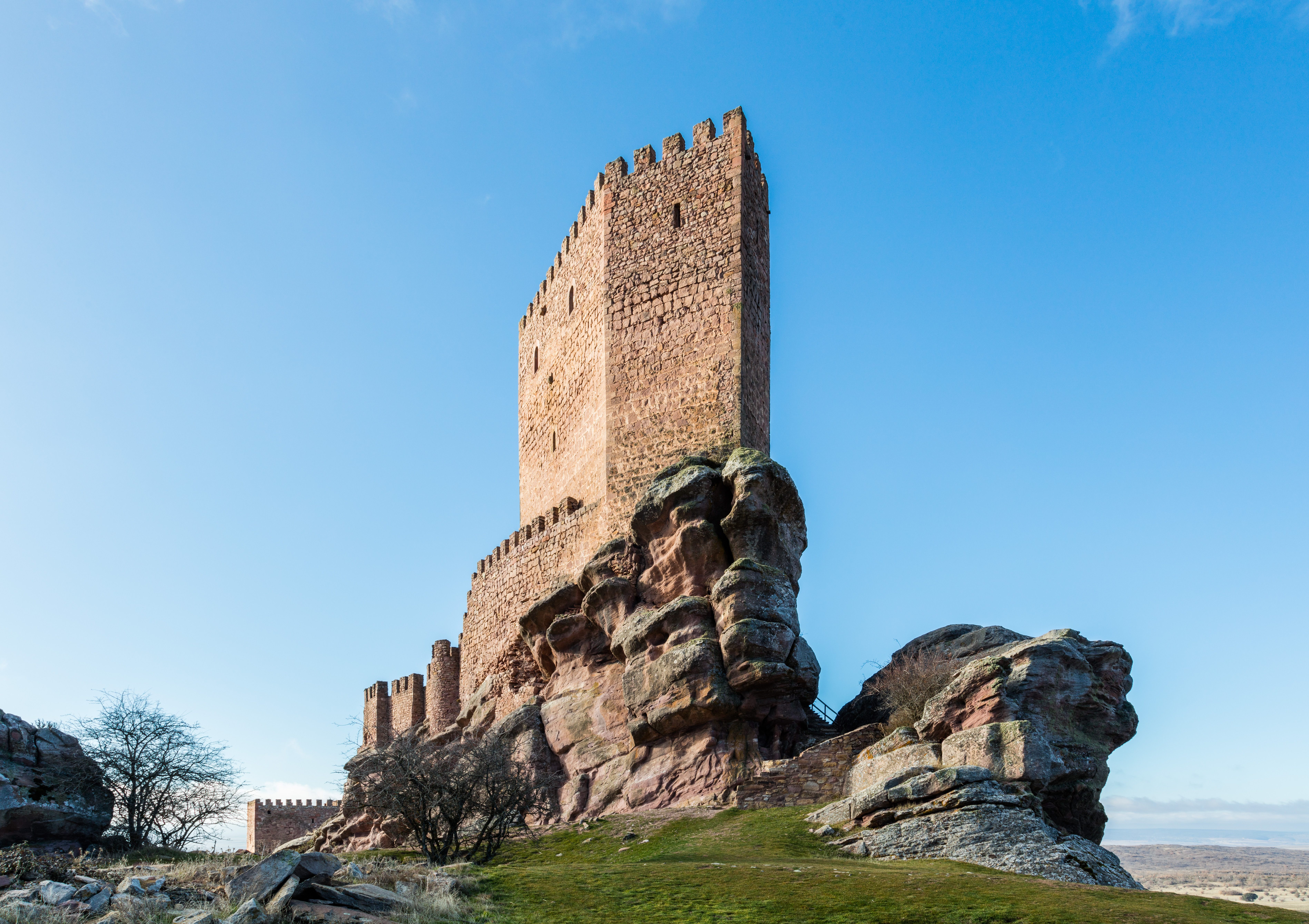
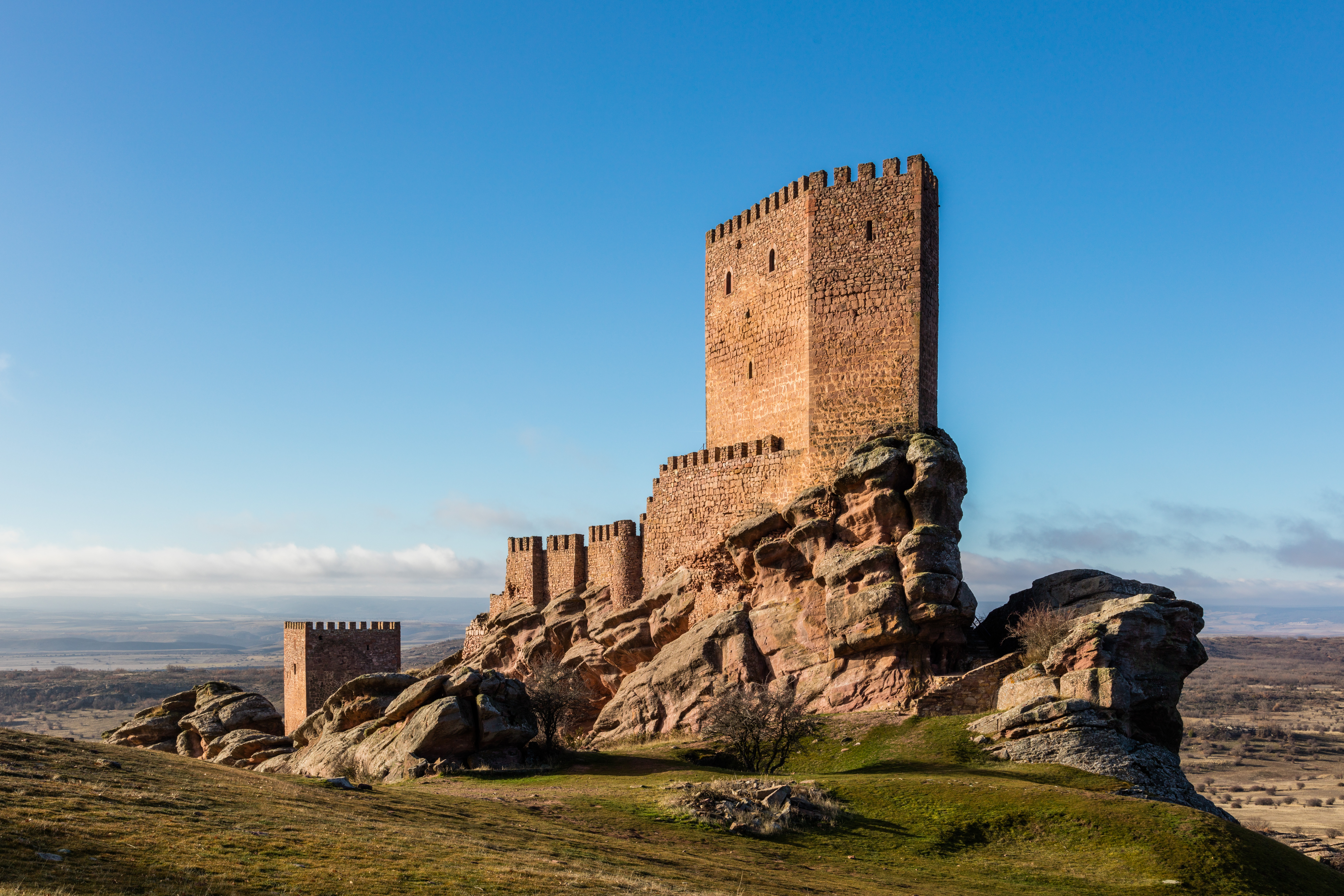
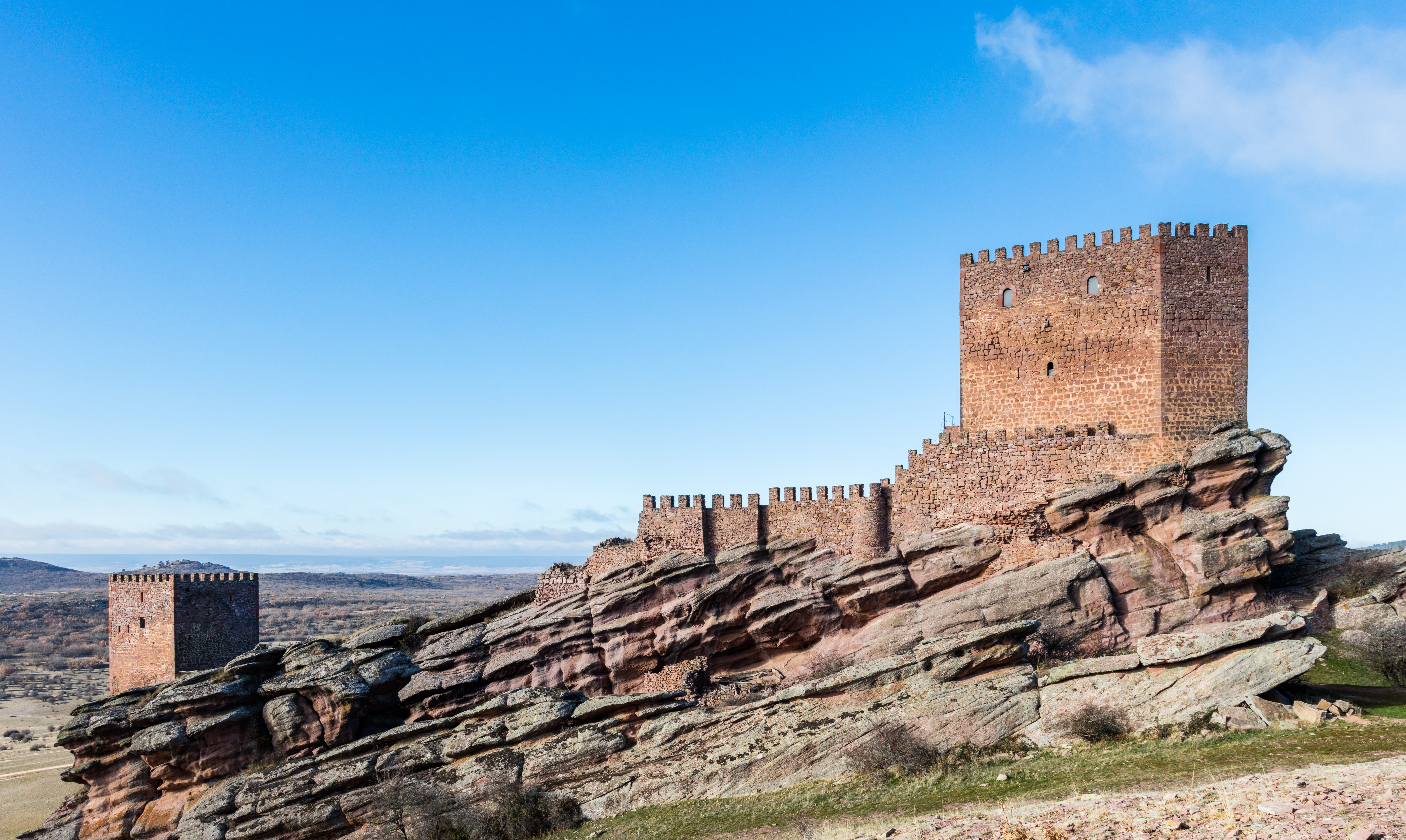
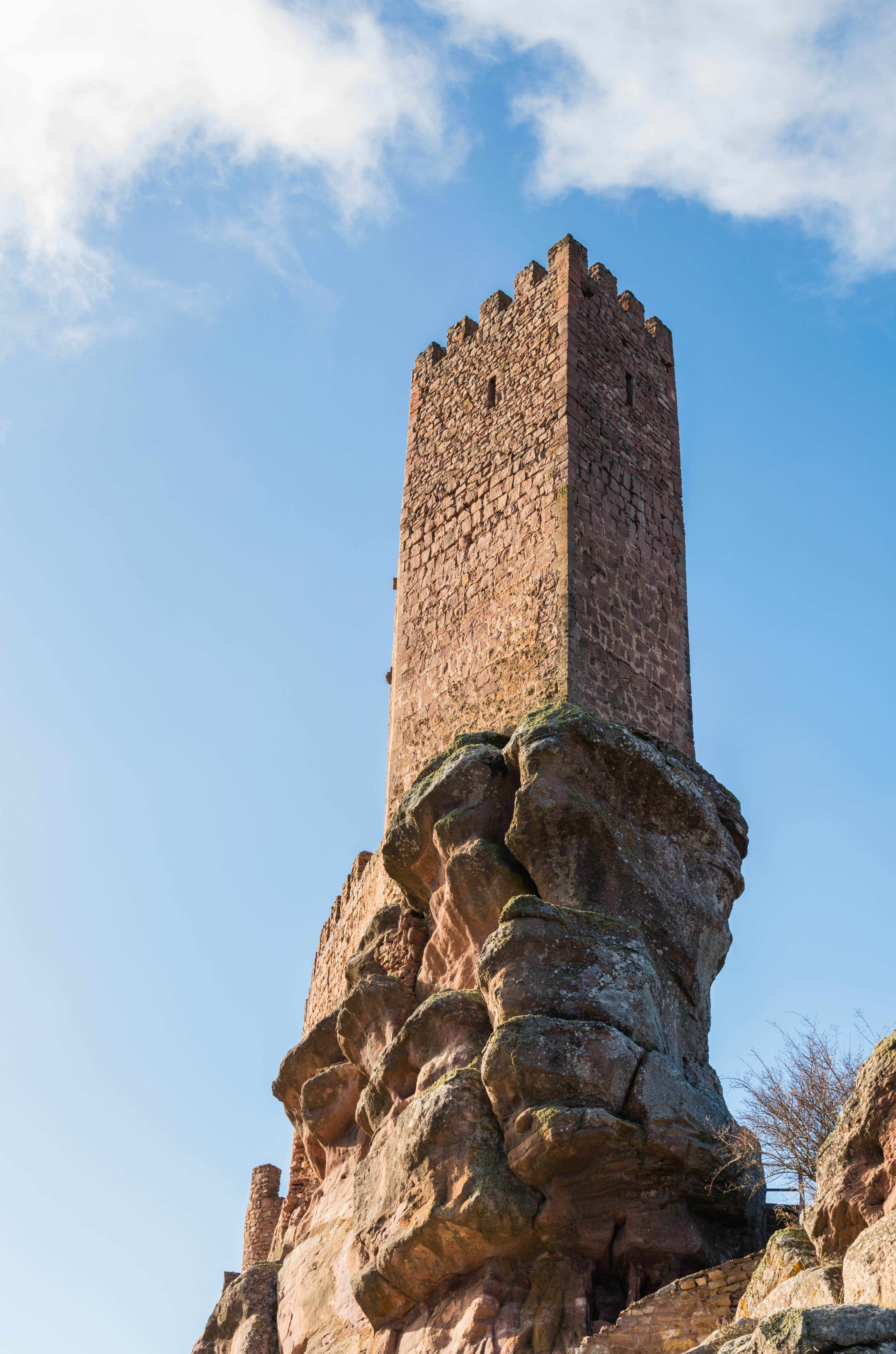